# BK Derby
El BK Derby es un equipo de fútbol de Suecia que juega en la Division 4 Norrostra Götaland, una de las ligas que componen la sexta categoría de fútbol en el país.

## Historia
Fue fundado el 15 de abril de 1912 en la ciudad de Linköping originalmente como un club multideportivo, aunque dejó de serlo cuando su sección de bandy se separó de la institución y pasó a llamarse BK Derby/Linköping, aunque ambos clubes conservan los mismos colores y escudo.
El club de fútbol fue finalista de la última edición de la Svenska Mästerskapet en 1925, perdiendo ante el Brynas. Fue hasta el año 1977 que el club llegó a jugar en la Allsvenskan por primera vez tras ganar el título de la segunda categoría, pero el club desciende esa temporada tras quedar en último lugar entre 14 equipos.
Al finalizar la temporada de 1981 el club se fusiona con el IF Saab para crear al Linköpings FF, pero el club es refundado en 1984, y para el año 2003 se fusiona con el BK Wolfram para dar origen al BK Derby/Wolfram, pero poco tiempo después cambian su nombre por el original.

## Palmarés
- Division 2 Norra: 1

1976
- Division 3 Norrostra Götaland: 3

1971, 1974, 1982
- Division 4 Ostergötland Västra: 2

2007, 2012
- Division 6 Ostergötland Sodra: 1

2002

## Jugadores

### Jugadores destacados
- Oscar Möller

## Afiliaciones
- Östergötlands Fotbollförbund.[5]